# Дани Српске у Србији
Дани Српске у Србији је манифестација, која је покренута 2013. године од стране Представништва Републике Српске у Србији. Одржава се у једанаест градова у Србији.

## Историја
Ова манифестација је покренута у циљу промоције Републике Српске. Пројекат се реализује у сарадњи са уметницима, научницима и привредницима који су родом или пореклом из Републике Српске, а живе и раде у Србији, као и у сарадњи са уметницима, научницима и привредницима Србије. Програмске активности подстичу размену културних остварења и културне баштине, представља природне лепоте, туристичка места и руте, угоститељство, кулинарство и вино, презентује инвестиционе могућности, и као најбитније учвршћује везу између српског народа са обе стране Дрине.  
Године 2020, у складу са препорукама и ограничења због пандемије вируса ковида 19, осма манифестација „Дани Српске у Србији“ реализована је кроз шест колажних ТВ емисија које су емитоване на РТРС-у, РТС-у и 44 регионалне и локалне телевизије. 
Манифестација се припрема, организује и реализује у Београду, Крушевцу, Краљеву, Крагујевцу, Шиду, Кикинди, Зрењанину, Сечњу, Суботици, Новом Саду и Нишу.  
На манифестацијама „Дани Српске у Србији“ обраћали су се са поруком јединства Срба Радован Вишковић, патријарх српски Порфирије, Маја Гојковић, шеф Представништва Републике Српске у Србији Млађен Цицовић, итд. 
Туристичка организација Републике Српске у сарадњи са локалним туристичким организацијама и туристичким субјектима широм Српске, у оквиру манифестације „Дани Српске у Србији“ представља најатрактивнију понуду и производе из Српске. Промоција, осим туристичке понуде најатрактивнијих дестинација Српске, као што су Бања Лука, Требиње, Јахорина, Лакташи, Бијељина, Вишеград, Зворник, Билећа, Приједор, обухвата и промоцију традиционалних производа Српске.  